# 敏捷石龙子属
敏捷石龙子属（学名：Acontophiops）是石龙子科下的一个属。

## 下属物种
本属包括以下物种：
- Acontophiops lineatus Sternfeld, 1912，现接受名为Acontias rieppeli (Lamb, Biswas & Bauer, 2010)